# Ribera de Arriba
Ribera de Arriba (em castelhano) ou La Ribera (em asturiano) é um concelho (município) da Espanha na província e Principado das Astúrias. Tem 21,98 km² de área e em 2019 tinha 1 854 habitantes (densidade: 84,3 hab./km²). A capital do concelho é Soto de Ribera.
Situa-se perto de Oviedo, capital do principado, e tem uma central térmica enorme, em Soto. O Castelo de Soto encontra-se actualmente em ruínas, subsistindo apenas parte da muralha e o portão de armas.

## Freguesias
O município de Ribera de Arriba divide-se em cinco parroquias (freguesias):
- Ferreros
- Palomar (Palombar em asturiano)
- Perera
- Soto
- Tellego (Teyego en asturiano)